# بیمارستان حاج کریم عسلی
بیمارستان حاج کریم عسلی یکی از بیمارستان‌های دولتی شهر خرم‌آباد است. این بیمارستان دارای ۸۰ تخت‌خواب است و در سال ۱۳۷۷ تأسیس شده‌است.